# Draft de Expansión de la NBA de 1961
El Draft de Expansión de la NBA de 1961 fue la primera ocasión en la que la NBA ampliaba su número de equipos desde su creación, y se produjo por la aparición de una nueva franquicia en la liga, los Chicago Packers, siendo el segundo equipo profesional de esa ciudad tras los Chicago Stags, que desaparecieron en 1950. Años más tarde se recolocarían en Washington D. C., siendo en la actualidad los Washington Wizards.
Los Packers seleccionaron ocho jugadores no protegidos por el resto de las franquicias de la liga, uno de cada equipo. entre los elegidos destaca Archie Dees, que fue número 2 del draft de la NBA de 1958, procedente de Detroit Pistons. Sin embargo, apenas jugó en el equipo, ya que él y Barney Cable fueron traspasados a las pocas semanas a St. Louis Hawks a cambio del número 1 del draft Sihugo Green, el una vez All-Star Woody Sauldsberry y Joe Graboski.

## Claves
| Pos.     | G    | F     | C     |
| Posición | Base | Alero | Pívot |

|  | Denota jugador miembro del Basketball Hall of Fame                                                 |
|  | Denota jugador que ha sido seleccionado al menos en un All-Star Game y un Mejor Quinteto de la NBA |
|  | Denota jugador que ha sido seleccionado al menos en un All-Star Game                               |

## Selecciones
| Jugador       | Pos. | Nacionalidad   | Equipo anterior       | Años en la NBA | Carrera con la franquicia | Ref.   |
| ------------- | ---- | -------------- | --------------------- | -------------- | ------------------------- | ------ |
| Dave Budd     | F    | Estados Unidos | New York Knicks       | 1              | —                         | [ 4 ]  |
| Barney Cable  | F    | Estados Unidos | Syracuse Nationals    | 3              | 1961; 1963–1964           | [ 5 ]  |
| Gene Conley   | F/C  | Estados Unidos | Boston Celtics        | 4              | —                         | [ 6 ]  |
| Ralph Davis   | G    | Estados Unidos | Cincinnati Royals     | 1              | 1961-1962                 | [ 7 ]  |
| Archie Dees   | F/C  | Estados Unidos | Detroit Pistons       | 3              | 1961                      | [ 3 ]  |
| Andy Johnson  | G/F  | Estados Unidos | Philadelphia Warriors | 3              | 1961-1962                 | [ 8 ]  |
| Bobby Leonard | G    | Estados Unidos | Los Angeles Lakers    | 5              | 1961–1963                 | [ 9 ]  |
| Dave Piontek  | F/C  | Estados Unidos | St. Louis Hawks       | 5              | 1961-1962                 | [ 10 ] |